# Quatford
Quatford – wieś w Anglii, w hrabstwie Shropshire. Leży 33 km na południowy wschód od miasta Shrewsbury i 191 km na północny zachód od Londynu.